# Texasi csörgőkígyó
A texasi csörgőkígyó (Crotalus atrox) a hüllők (Reptilia) osztályának pikkelyes hüllők (Squamata) rendjébe, ezen belül a viperafélék (Viperidae) családjába tartozó faj.
Az angol nyelvterületen Western diamondback rattlesnake-nek is nevezik, ami „nyugati gyémánt csörgőkígyót” jelent, míg a gyémánt csörgőkígyót (Crotalus adamanteus) Eastern diamondback rattlesnake-nek, az magyarul „keleti gyémánt csörgőkígyónak”.

## Előfordulása
A texasi csörgőkígyó Észak-Amerika délnyugati területeinek sivatagos és félsivatagos tájain él; nyugaton Kaliforniáig, keleten Arkansasig terjed az állománya. Nem veszélyeztetett faj, noha csökken az egyedszáma.

## Megjelenése

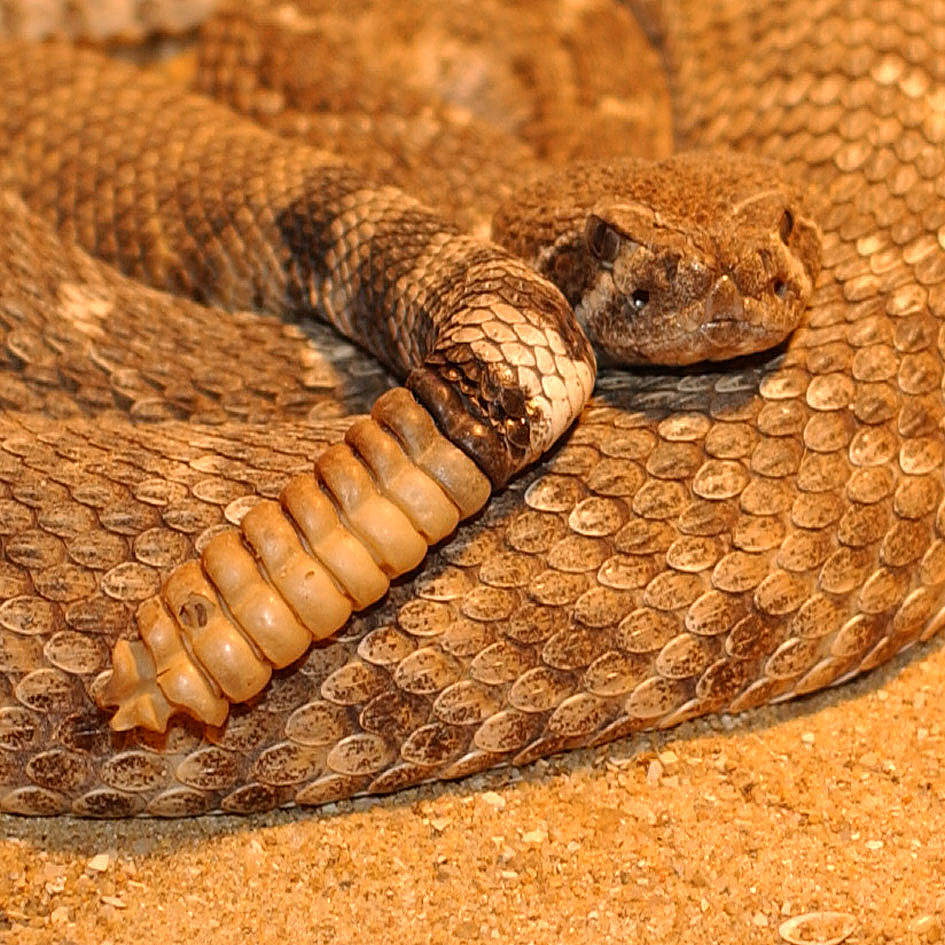
A figyelmeztető csörgője

Az állat átlagos hossza 120 centiméter, de a 213 centimétert is elérheti. Testtömege 1,8-6,7 kilogramm között van. A szemek és az orrlyukak között elhelyezkedő üreg, amely a gödörszerv, hőérzékeny sejteket tartalmaz. Segítségével a csörgőkígyó észleli a 0,3 Celsius-fokos hőmérséklet különbséget is, így akkor is rátalál a meleg vérű kisemlősökre, amikor teljes sötétség honol. Hasított nyelvét szüntelenül öltögeti a kígyó, ennek segítségével érzékeli a zsákmányra utaló szagnyomokat. A hosszanti irányú pupillarés lehetővé teszi a csörgőkígyó számára, hogy maximálisra tágítva a lehető legtöbb fény jusson a szemébe. A hosszú, üreges méregfogak harapás közben úgy működnek, mint a fecskendő. Ezekből lövell ki a méreg a préda testébe. Az elsődleges fogak mögött elhelyezkedő pótfogak az elülsők helyébe ugranak, ha azok megsérülnek. A kígyó csörgője elszarusodott bőrszelvényekből áll. Minden egyes vedléskor egy további ízzel bővül a csörgő. Az egyes szelvények laza láncba rendeződnek, az egészet egy kis függelék rögzíti a kígyó testéhez. Amikor a kígyó elérte végleges testhosszát, a csörgő méretei sem változnak többé, ugyanis a régi ízek az újak keletkezésével azonos ütemben válnak le.

## Életmódja
A texasi csörgőkígyó magányosan él, de fajtársai közelségében telel át. A felnőtt állat tápláléka kisemlősök és madarak; a fiatal állatok tápláléka békák, varangyok és gyíkok. A texasi csörgőkígyó 20 évig is élhet.

## Szaporodása
Az ivarérettséget 3-6 éves korban éri el. A párzási időszak tavasszal és ősszel van. A texasi csörgőkígyó ál-elevenszülő hüllőfaj. A tavaszi párzást követően a vemhesség 3-4 hónapig tart. Egy alomban 2-24 utód jöhet a világra, a nőstény méretétől függően.

## Húsának fogyasztása
Az indián őslakosok már a gyarmatosítás előtt gyakran fogyasztották a csörgőkígyó húsát. Napjainkban is kedvelt csemege Texasban, Mexikóban és néhány másik amerikai államban. Sok ételkülönlegesség, így még kolbász is készül csörgőkígyóhúsból, sőt a grillezéshez is kedvelt alapanyag. Az íze változatos, egyes kígyók húsa hasonlít a csirke-, hal-, fürj- avagy borjúhúshoz. Jellemzője még, hogy azokhoz képest kicsit keményebb.